# Provița de Sus
Provița de Sus è un comune della Romania di 2 184 abitanti, ubicato nel distretto di Prahova, nella regione storica della Muntenia. 
Il comune è formato dall'unione di 4 villaggi: Izvoru, Plaiu, Provița de Sus, Valea Bradului.
Provița de Sus ha dato i natali al metropolita Pimen Georgescu (1853-1934).